# Jean Rougeul
Pour les articles homonymes, voir Rougeul.
Jean Rougeul, né le 22 octobre 1905 à Rennes et mort le 30 mai 1978 à Paris 12e, est un journaliste, critique de cinéma, réalisateur, acteur et parolier français.

## Biographie
Jean Rougeul naît en 1905 ; il participe avant la deuxième Guerre mondiale aux activités du groupe Octobre et du groupe surréaliste. Au cours de l'hiver 1940, il fonde à Marseille, avec Sylvain Itkine et Guy d’Auterive, la coopérative Croquefruit qui fabrique des pâtes de fruits à base de dattes, de miel et d’amandes pillées tout en venant secrètement en aide aux intellectuels antinazis.
Il collabore à plusieurs publications, dont L'Écran français, après la Libération.
Il vit ensuite pendant de longues années en Italie, où il joue des rôles secondaires dans de nombreux films, notamment Huit et demi de Federico Fellini.
En 1973, il réalise un long-métrage, À cause de l'homme à la voiture blanche, interprété par Julien Guiomar, Jacqueline Parent et Jacques Zanetti.
Il a écrit plusieurs textes de chansons mis en musique notamment par Henri Crolla et Christiane Verger.
Il est inhumé au cimetière du Père-Lachaise (69e division).

## Filmographie
(liste partielle)

### Acteur
- 1963 : Huit et demi de Federico Fellini : le critique de cinéma français
- 1968 : La Mort a pondu un œuf (La Morte ha fatto l'uovo) de Giulio Questi
- 1968 : Galileo de Liliana Cavani
- 1970 : Moi, la femme (Noi donne siamo fatte così) de Dino Risi
- 1971 : Il était une fois la révolution de Sergio Leone : le prêtre
- 1973 : Viol en première page de Marco Bellocchio
- 1973 : Rapt à l'italienne (Mordi e fuggi) de Dino Risi
- 1973 : Deux hommes dans la ville de José Giovanni
- 1974 : Pour aimer Ophélie (Per amare Ofelia) de Flavio Mogherini
- 1975 : Souvenirs d'en France d'André Téchiné
- 1977 : D'Artagnan amoureux, mini-série de Yannick Andréi : le chirurgien
- 1977 : La Vocation suspendue de Raoul Ruiz
- 1978 : Judith Therpauve de Patrice Chéreau
- 1978 : L'Hypothèse du tableau volé de Raoul Ruiz[6]
- 1978 : 1788 téléfilm de Maurice Failevic : Jean-Baptiste Beauchamps

### Réalisateur
- 1949 : Illusion[7] (court métrage)
- 1975 : À cause de l'homme à la voiture blanche

## Théâtre

### Auteur
- 1960 : La Double Vie de Théophraste Longuet d'après Gaston Leroux, mise en scène René Dupuy, Théâtre Gramont

### Adaptateur en français
- 1967 : Caviar ou Lentilles, de Giulio Scarnicci et Renzo Tarabusi, mise en scène Gérard Vergez
- 1978 : Les Papas naissent dans les armoires, de Giulio Scarnicci et Renzo Tarabusi, mise en scène Gérard Vergez